# Lábrea
Lábrea (amtlich portugiesisch Município de Lábrea) ist eine politische Gemeinde im Süden des brasilianischen Bundesstaats Amazonas. 

## Demografie
Die Bevölkerungszahl wurde zum 1. Juli 2021 auf 47.685 Einwohner geschätzt, die auf einer großen Gemeindefläche von rund 68.263 km² leben und Labrenser (portugiesisch labrenses) genannt werden. Die Bevölkerungsdichte lag 2010 bei 0,5 Personen pro km². Sie nimmt an Fläche die zehnte Stelle der 5570 Munizips Brasiliens ein. Die Entfernung zur Hauptstadt Manaus beträgt 852 km. Die Stadt Lábrea liegt am rechten Ufer des Flusses Rio Purus.
Das Biom ist tropischer Regenwald (Amazonas-Regenwald).
Angrenzende Gemeinden sind Canutama, Tapauá, Itamarati, Pauini und Boca do Acre. Im Süden der Gemeinde grenzt Lábrea an die Bundesstaaten Rondônia und Acre.
Gesprochen wird ein Regionaldialekt, der als Nortista oder Amazofonia bezeichnet wird.
Lábrea ist Sitz der Territorialprälatur Lábrea mit der Hauptkirche des Ortes „Catedral Nossa Senhora de Nazaré“.

## Geschichte

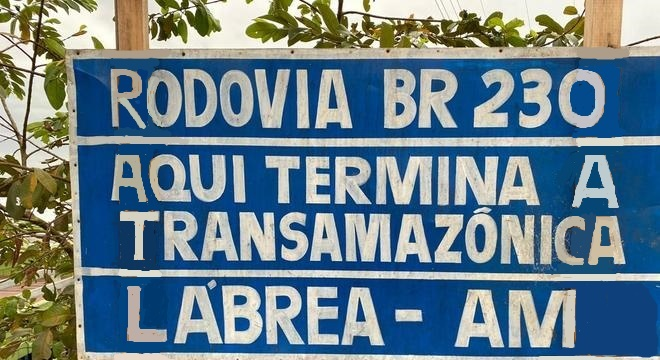
Vorläufiges Ende der BR-230 in Lábrea

Lábrea wurde am 14. Mai 1881 gegründet und ist nach Oberst Antônio Rodrigues Pereira Lábre, dem ehemaligen Chef der Provinzregierung, benannt. Lábre ließ den Ort ab Dezember 1871 unter dem Namen Amaciari vollständig erbauen, 1881 erhielt er seinen heutigen Namen. In der Region lebten die Indianer der Juruá-Purús, nach denen heute eine Gemeinde (Juruá (Amazonas)) und ein Nebenfluss des Amazonas (Rio Purus) benannt ist. Im Ort endet vorerst die Transamazônica (BR-230), deren Weiterführung nach Peru über Boa Vista do Ramos bis zum Grenzort Benjamin Constant geplant ist.
Auf dem Gemeindegebiet liegen seit 2008 das als „Nationalwald“ bezeichnete Schutzgebiet Floresta Nacional do Iquiri und zwei weitere Nutzreservate.